# Turbovoile

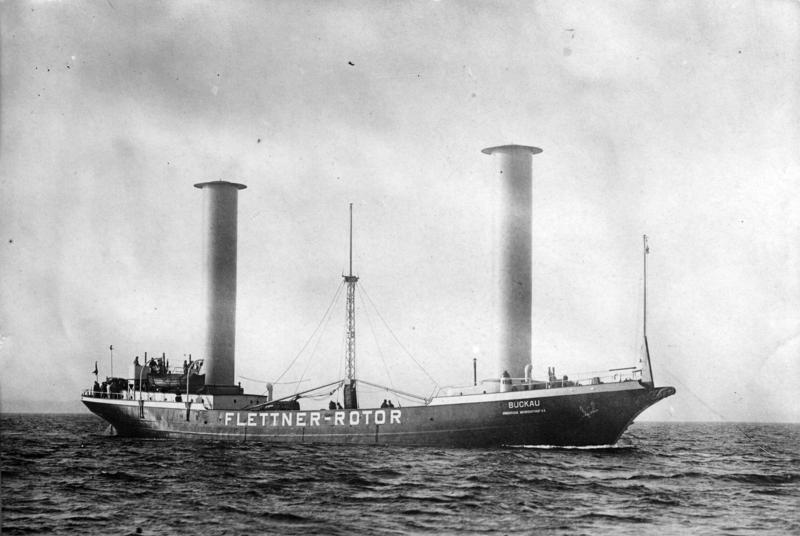
Le Rotorschiff Buckau de Flettner, devant Kiel en 1924, animé par deux cyclindres qui sont les ancêtres des turbovoiles du Commandant Cousteau.

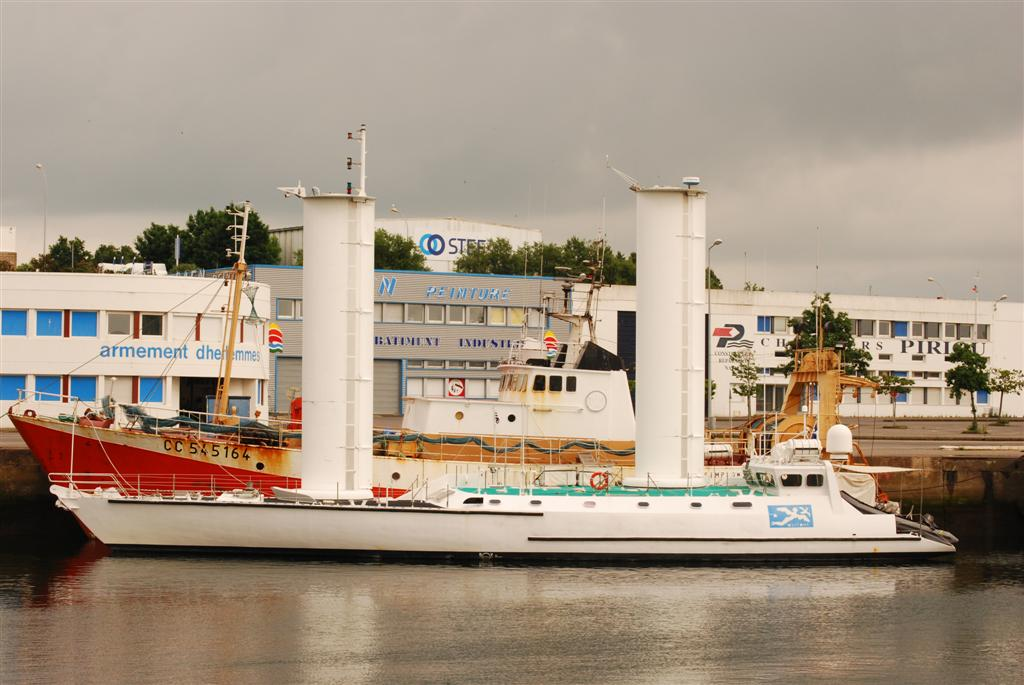
L'Alcyone et ses deux turbovoiles.

Une turbovoile est un système de propulsion éolien destiné principalement à la navigation maritime, inspiré de l'effet Magnus. Elle s'apparente à une éolienne sans pales, mais ne produit pas d'électricité, elle en consomme.

## Historique
Le premier essai d'un système utilisant l'effet Magnus, est celui de l'Allemand Anton Flettner. Il a été réalisé dans les années 1920 sur le Buckau, navire animé par la force développée par deux grands cylindres verticaux en rotation montés sur le pont.
Le commandant Cousteau a dérivé de ce principe de la turbovoile, utilisée sur son bateau le Moulin à vent puis sur l'Alcyone.
Ce système n'utilise pas l'effet Magnus à proprement parler. La turbovoile n'est pas un cylindre tournant. C'est en réalité une voile épaisse ayant de ce fait une portance très supérieure à une voile classique. Elle présente une forme ovoïde et est prolongée par un volet mobile permettant de former un intrados et un extrados. Cette voile doit être orientée en fonction de la direction du vent tout comme une voile classique.
Le profil épais de cette voile créerait naturellement des turbulences du côté de l'extrados, ce qui nuirait considérablement à son rendement, mais un système d'aspiration interne à la voile, masqué ou démasqué par un volet, évite la formation de ces turbulences ; d'où le terme turbovoile également nommé profil aspiré.
Il était prévu d'équiper la Calypso II avec ce système mais ce navire n'est resté qu'à l'état de projet.
Le cargo Néerlandais Ankie est équipé en 2020 de turbovoiles qui permettent de réduire la consommation de carburant.

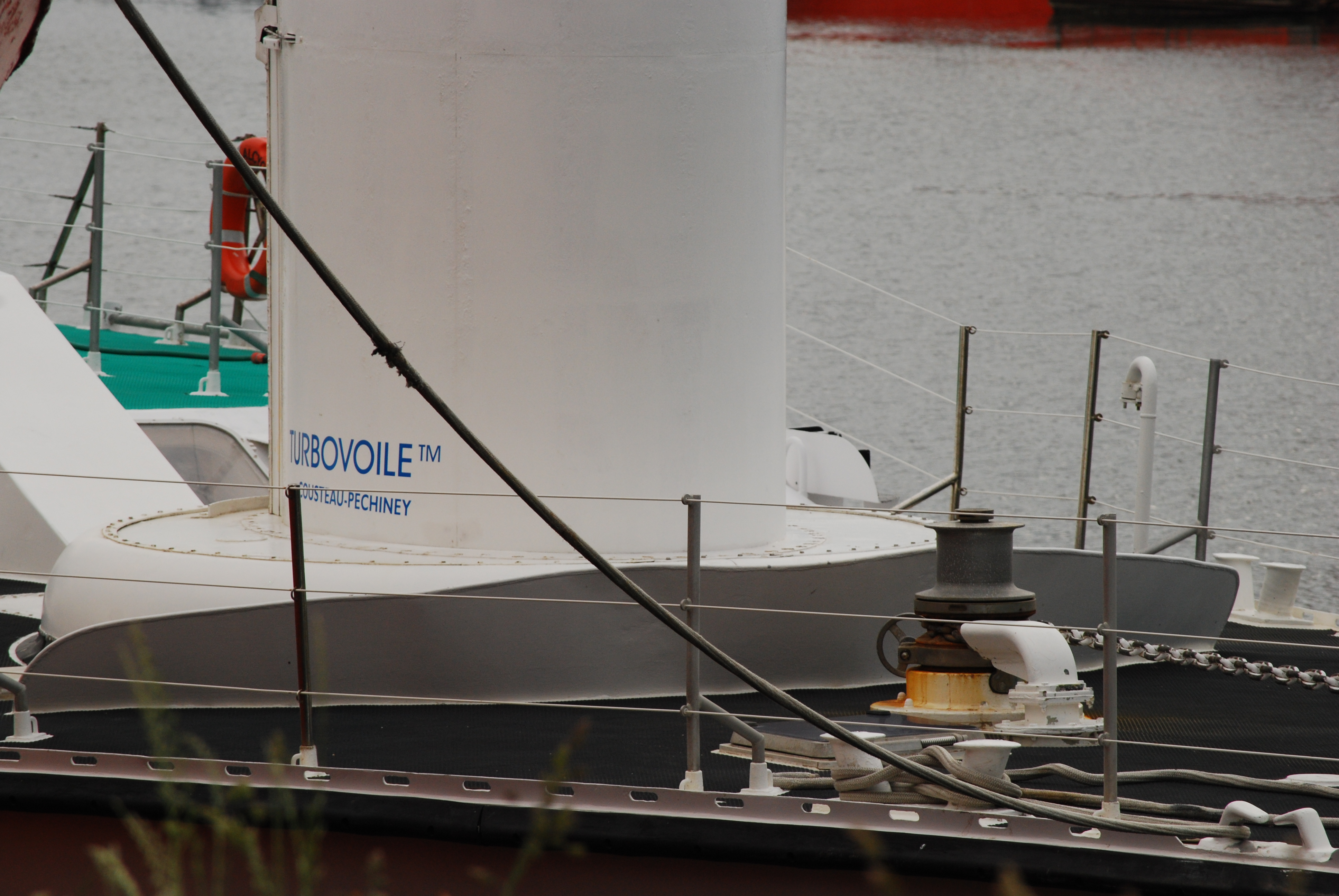
Turbovoile : la base